# Hemtextilier
Hemtextilier är trots sitt namn inte begränsat till de textila produkter som finns i hemmen, utan omfattar till exempel alla slags sängkläder oavsett var de används (på sjukhus, hotell och boendeanläggningar). Samma gäller för bordsdukar, löpare, servetter, handdukar och så vidare Det är således inte platsen i sig som är avgörande för vad som ingår i begreppet, utan mer arten av användningsområde. Kyrkotextilier ingår till exempel inte i begreppet, även om där också finns dukar.
Till gruppen hör även inredningstextilierna vars nytta i huvudsak är estetisk, såsom möbeltyger, överdrag, väggbonader, gardiner, kuddvar, mattor, textila konstverk.